# Иодид астата
Иоди́д аста́та — химическое межгалогенное соединение, формула которого {\displaystyle {\mathsf {AtI}}}. Твёрдое кристаллическое вещество. Как все соединения астата, радиоактивно.

## Получение
- Иодид астата получают реакцией астата и иода:

{\displaystyle {\mathsf {2At+I_{2}\ {\xrightarrow {}}\ 2AtI}}}